# Searching for Sheela
Searching for Sheela là một bộ phim tài liệu Ấn Độ năm 2021 do Shakun Batra sản xuất và đạo diễn. Bộ phim kể về cuộc đời của Ma Anand Sheela, người phát ngôn của phong trào Rajneesh, sau khi cô trở về Ấn Độ sau 35 năm. Phim do Dharmatic Entertainment sản xuất và được phát hành trên Netflix vào ngày 22 tháng 4 năm 2021.

## Đón nhận
Sayan Ghosh của The Hindu cho rằng bộ phim "hầu như không làm trầy xước bề mặt, để lại vẻ ngoài trống rỗng, mặc dù đã nỗ lực phối hợp để che giấu nó bên trong một mặt tiền sáng bóng." Tatsam Mukherjee từ Firstpost gọi bộ phim là "tội ác chống lại báo chí" và "cực kỳ thấp về cái nhìn sâu sắc và sự tò mò về một người hấp dẫn như Sheela đến mức nó có vẻ như là một tội phạm lãng phí cơ hội."  Saibal Chatterjee nói rằng bộ phim là "một phiên bản mở rộng, mạch lạc của một tập Koffee With Karan mà không có gì để tiếc."